# À Paris
À Paris è  una canzone francese, composta da Yves Montand e scritta da Francis Lemarque, incisa nel 1946 in disco a 78 giri. A seguito dell'esecuzione di Yves Montand dal 1948 in poi, il brano divenne una grande standard della canzone francese, del suo repertorio e delle canzoni su Parigi.

## Storia e significato
La canzone di Yves Montand è una lettera d'amore alla città di Parigi. Il testo esprime un profondo attaccamento alla città, si evidenzia la bellezza senza tempo e l'atmosfera romantica.
Il protagonista dichiara che migliaia di anni non sarebbero sufficienti a esprimere il fugace momento di amore eterno condiviso con la sua compagna, quando si sono baciati nella luce invernale del Parc Montsouris. La canzone enfatizza anche il fascino di Parigi, descrivendola come un luogo dove l'amore sboccia e i cuori sorridono.